# Carmenta apache
Carmenta apache is een vlinder uit de familie wespvlinders (Sesiidae), onderfamilie Sesiinae.
Carmenta apache is voor het eerst wetenschappelijk beschreven door Engelhardt in 1946. De soort komt voor in het Nearctisch gebied.